# Acleisson Scaion
 (novembre 2017).
Acleisson Scaion est un footballeur brésilien né le 21 mai 1982 à Ribeirão Preto. Il évolue au poste de milieu de terrain.

## Biographie
Acleisson Scaion joue au Brésil, en Arménie, et au Japon.
Il dispute 12 matchs en première division arménienne, inscrivant trois buts, et 12 matchs en première division brésilienne, sans inscrire de but. Il joue également un match en Coupe de l'UEFA.

## Palmarès
- Vainqueur du Campeonato Paulista (D2) en 2005 avec le São Carlos FC
- Finaliste de la Supercoupe d'Arménie en 2007 avec le Mika Erevan